# إنتل تيجاس وجهوك
تيجاس هو الاسم الرمزي لمعالجات إنتل التي كان من المفترض أن يخلف آخر بنتيوم 4 مع نواة بريسكوت. وجهوك هو الاسم الرمز لنظيره زيون Xeon. وأكد إلغاء إنتل لإنتاج المعالجات في مايو 2004 انتقالا تاريخيا من تركيزها على معالجات أحادية النواة إلى المعالجات ثنائية النواة.
في أوائل عام 2003، أظهرت إنتل تصميم تيجاس وخطة لإطلاقه في وقت ما من سنة 2004، ثم تأجل لبعد عام 2005. ولكن، أعلنت إنتل أنها ألغت تطويره في 7 مايو 2004. ويرجع المحللون التأخير والإلغاء النهائي لمشاكل بسبب الحرارة واستهلاك النواة المفرط للطاقة، مثلما هو الحال في تطوير بريسكوت وزيادة أدائه المتواضع خلال نورثوود. عكس هذا الإلغاء نية إنتل في التركيز على المعالجات ثنائية النواة لمنصة إيتانيوم. تحولت جهود التنمية لإنتل إلى المعمارية المصغرة لبنتيوم إم (المشتقة من المعمارية المصغرة لـ P6) المستخدمة في منصة سنترينو ناوتبوك، والتي عرضت نسبة طاقة معالجة على طاقة مستهلكة أعلى بكثير من تلك التي توفرها بريسكوت والتصاميم أخرى مستندة على NetBurst. وكانت نتيجة هذه الجهود الإنمائية هي خط معالج إنتل كور، وفي وقت لاحق خط إنتل كور 2، موفر ومبني على فوائد بنتيوم إم ومقدما لإنتل أول المنتجات ثنائية النواة الأصلية لحواسيب المكاتب والمحمولة.
هذا التحول يمثل نهاية خط NetBurst لتنمية وحدة المعالجة المركزية من انتل التي بدأت مرة أخرى مع بنتيوم 4 الأصلي.